# 橋本昌也
橋本 昌也（はしもと まさや、9月30日 - ）は、日本の男性声優、ナレーター。神奈川県出身。シグマ・セブン所属。

## 人物
趣味は野球、将棋。吉野裕行、保村真曰く「シグマのベッカム」。

## 出演

### テレビアニメ
- 逮捕しちゃうぞ（1996年、犯人A）
- 快傑蒸気探偵団 TV ANIMATION SERIES（1998年、刑事B）
- セイバーマリオネットJ to X（1998年、山田）
- 今、そこにいる僕（1999年 - 2000年、男、兵士、村人A）
- 魔術士オーフェン Revenge（1999年、雪男D）
- 闇の末裔（2000年、ワトソン、男子生徒B）
- 人間交差点（2003年、ラーメン屋店主）
- エリアの騎士（2012年、実況）

### 劇場アニメ
- アキハバラ電脳組 2011年の夏休み（セバスチャン）
- 機動戦艦ナデシコ -The prince of darkness-（サワダ）

### OVA
- 太陽の船 ソルビアンカ（観光客）

### ゲーム
- 電脳戦機バーチャロン
- EVEシリーズ（ウォーレン・ヒルツ）
- BLOOD THE LAST VAMPIRE（黒服B）
- エースコンバット3 エレクトロスフィア（通信員）
- ときめきメモリアル2（部長、不良、酒屋、ガヤ）
- ロビット・モン・ジャ（ドットレッド）

### ドラマCD
- ドラマCD俺の下であがけ TARGET2 山口・吉岡（吉岡孝一）

### 吹き替え
- ザ!世界仰天ニュース（日本テレビ系）
- ギャングスター

### ナレーション
- スーパーJチャンネル（テレビ朝日系）
- イチオシ!（テレビ朝日系）
- お金と感情と意思決定の白熱教室
- テレビ朝日開局40周年記念番組 スーパーネイチャー
- 美の巨人たち
- Inside PGA
- This is a PGA